# Poppenbøl
Poppenbøl (dansk) eller Poppenbüll (tysk) er en landsby og kommune i det nordlige Tyskland under Kreis Nordfriesland i delstaten Slesvig-Holsten. Byen er ligger cirka 12 km nordvest for Tønning og 10 km nordøst for Sankt Peter-Ording på halvøen Ejdersted i det sydvestlige Sydslesvig.
Kommunen samarbejder på administrativt plan med andre kommuner på Ejdersted i Ejdersted kommunefælleskab (Amt Eiderstedt).